# Leetsdale
Leetsdale és una població dels Estats Units a l'estat de Pennsilvània. Segons el cens del 2000 tenia 1.232 habitants.

## Demografia
Segons el cens del 2000, Leetsdale tenia 1.337 habitants, 586 habitatges, i 370 famílies. La densitat de població era de 480,5 habitants/km².
Dels 586 habitatges en un 23,6% hi vivien nens de menys de 18 anys, en un 41,7% hi vivien parelles casades, en un 14,1% dones solteres, i en un 40,8% no eren unitats familiars. En el 38% dels habitatges hi vivien persones soles el 21,4% de les quals corresponia a persones de 65 anys o més que vivien soles. El nombre mitjà de persones vivint en cada habitatge era de 2,14 i el nombre mitjà de persones que vivien en cada família era de 2,8.
Per edats la població es repartia de la següent manera: un 21,3% tenia menys de 18 anys, un 6,2% entre 18 i 24, un 26,9% entre 25 i 44, un 22,7% de 45 a 60 i un 22,8% 65 anys o més.
L'edat mediana era de 43 anys. Per cada 100 dones de 18 o més anys hi havia 74,6 homes.
La renda mediana per habitatge era de 28.672 $ i la renda mediana per família de 37.500 $. Els homes tenien una renda mediana de 31.932 $ mentre que les dones 25.750 $. La renda per capita de la població era de 19.172 $. Entorn del 9,6% de les famílies i el 12,8% de la població estaven per davall del llindar de pobresa.

## Poblacions més properes
El següent diagrama mostra les poblacions més properes.